# Onur Celik
Onur Celik (* 26. Januar 1978 in Neuenstadt am Kocher) ist ein ehemaliger deutsch-türkischer Fußballspieler.

## Karriere
Der Mittelfeldspieler entstammt u. a. der A-Jugend des VfR Heilbronn, die in der Saison 1995/96 im DFB-Pokalfinale den FC Energie Cottbus mit 6:0 schlug. Später wechselte er in die Türkei und spielte für Şereflikoçhisarspor sowie den Zweitligisten Düzcespor, wo er in 13 Ligaeinsätzen einen Treffer erzielen konnte. Dann folgten weitere Stationen bei den Oberligisten FV Lauda, Wormatia Worms, BSV Eintracht Sondershausen und dem VfR Mannheim. Nach Jahren im Amateurbereich beendete Celik dann im Sommer 2010 vorerst seine aktive Karriere. Im Jahre 2018 gehörte er zu den Wiedergründern des 2003 in die Insolvenz gegangenen VfR Heilbronn. In der ersten Saison war er noch vier Mal für die 1. Mannschaft in der Kreisliga B2 Unterland aktiv und ist seit der Gründung 2018 der 1. Vorsitzende, Gründer und Sportliche Leiter des mittlerweile bis in die Verbandsliga Württemberg aufgestiegenen Vereins.

## Erfolge
- Deutscher A-Junioren-Pokalsieger: 1996